# Dietmar Volk
Dietmar Jörg Volk (* 3. April 1962 in Naumburg (Saale)) ist ein deutscher Manager im Gesundheitswesen und ehemaliger Politiker (Bündnis 90/Die Grünen) in Berlin und nun als Mitglied der CDU Teil der CDU-Ratsfraktion im Rat der Stadt Remscheid.
Dietmar Volk besuchte eine Predigerschule in der DDR. Von 1995 bis 1999 und erneut von 2000 bis 2001, letzteres als Nachrücker für Renate Künast, gehörte er dem Abgeordnetenhaus von Berlin an. Er trat im Juni 2001 aus seiner Partei und Fraktion aus, weil er die Duldung des Senats Wowereit I durch die PDS nicht mittragen wollte. Danach zog er sich vorübergehend aus der Politik zurück und übernahm Tätigkeiten in der Verwaltung verschiedener Krankenhäuser, seit 2008 als kaufmännischer Direktor der Evangelischen Stiftung Tannenhof.